# Impulso nervoso
Impulsos nervosos são conexões estabelecidas entre um neurônio e outros.
O impulso nervoso, que percorre o neurônio é de natureza eletroquímica e resulta de modificações internas e externas da membrana neural. Internamente, a membrana do neurônio possui carga elétrica negativa; externamente, ela é positiva.
Para que um impulso passe de um órgão receptor ao encéfalo ou do encéfalo a um órgão efetor, ele necessita percorrer vários neurônios.

## Transmissão do impulso nervoso
Funcionamento da  bomba de sódio  (Na+) e potássio (K+): a  cada três íons Na+ bombeados para o líquido extracelular, apenas dois íons de K+ são bombeados para o líquido intracelular, causando um déficit negativo no interior da célula e caracterizando assim um transporte ativo, pois o movimento dos íons vai contra o gradiente de concentração, visto que há maior concentração de Na+ no meio extracelular e de K+ no meio intracelular.
Vale ressaltar que a membrana da célula em repouso é praticamente impermeável ao Na+, porém é muito permeável ao K+. Uma das razões disso é  a membrana possuir maior número de canais de vazamento ao K+ do que ao Na+.
Uma agressão no mecanismo da bomba Na+/K+ pode ocasionar degeneração hidrópica, pois, com a ação do agente agressor, haverá  retenção de Na+ no citoplasma da célula e extrusão do K+ ; em consequência, acontecerá um aumento de água no citoplasma para manter as condições isosmóticas (ou seja, para manter igualdade da pressão osmótica), acarretando o inchaço da célula.

### Estágios do impulso
Repouso: É quando o valor do potencial de repouso é da ordem de -70mV (milivolts). O sinal negativo indica que o interior da célula é negativo em relação ao exterior.
Despolarização: estágio em que ocorre o potencial de ação decorrente da inversão do fluxo das cargas elétricas, ou seja, o meio intracelular estará “positivo” e o extracelular “negativo”.
Ao ser estimulada, uma pequena região da membrana torna-se permeável ao Na+, acarretando assim a entrada do Na+ que é acompanhada pela saída de K+ (tudo isso é baseado no transporte a favor do gradiente de concentração). Essa inversão vai sendo transmitida ao longo do axônio, e todo esse processo é considerado um impulso nervoso ou onda de despolarização (potencial de ação) ocasionado pela entrada do Na+ e saída do K+ através dos canais de comportas, sendo os íons  Na+ mais rápidos que os  K+, gerando assim um déficit positivo no  interior da célula.
Repolarização: momento em que a célula está voltando à sua polaridade normal (potencial de repouso). Ao receber um estimulo maior que o normal para atingir seu limiar de potencial de ação, a célula responderá desencadeando a despolarização. Essa resposta não ocorre no estágio de hiperpolarização, caracterizado pela inativação total da célula a qualquer estímulo enquanto ela não retornar ao potencial de repouso.
Nas regiões dos nódulos de Ranvier, por causa da propriedade isolante da bainha de mielina, a onda de despolarização “salta” diretamente de um nódulo para o outro (sendo por isso denominada condução saltatória) acarretando assim o aumento da velocidade de impulso. Patologias ocasionadas por movimentos repetitivos podem ocasionar danos à bainha de mielina, causando assim uma diminuição considerável na velocidade e controle dos movimentos do membro ou região afetada.